# Дин, Майк (музыкальный продюсер)
Майкл Джордж Дин (англ. Michael George Dean; род. 1 марта 1965, Хьюстон, Техас) — американский музыкант-мультиинструменталист и музыкальный продюсер. Наибольшую известность получил в качестве автора песен и звукорежиссёра песен артистов музыкальной индустрии США, таких как Канье Уэст, Кид Кади, 2Pac, Трэвис Скотт, 2 Chainz, Jay-Z, Бейонсе, Desiigner, Дрейк, Мадонна, Селена Гомес, Лана Дель Рей, The Weeknd и других. Он выпустил пять сольных студийных альбомов: 4:20 (2020), 4:22 (2021), Smoke State 42222 (2022), 4:23 (2023) и 424 (2024).

## Карьера
Майк Дин начал сотрудничать с многочисленными техасскими исполнителями, включая Селену, в работе с которой Дин выступал в качестве музыкального директора и продюсера. Впервые Дин стал широко известен как создатель музыки Грязного Юга в 1990-х годах, главным образом в сотрудничестве с артистами Rap-A-Lot Records. Дин работал вместе со Scarface из Geto Boys, Do or Die, Tha Dogg Pound, Yukmouth из Luniz, C-Bo, Nate Dogg, Tech N9ne, UGK, Z-Ro, Devin the Dude, Outlawz и 2Pac.
В дальнейшем Дин занимался микшированием, продюсированием и мастерингом во многих жанрах американского хип-хопа. Наибольшую известность ему принесла совместная работа с Канье Уэстом. Приняв участие в микшировании альбомов Уэста The College Dropout и Late Registration, Дин стал продюсером альбомов Уэста Graduation, My Beautiful Dark Twisted Fantasy, Yeezus, The Life of Pablo, Ye, Donda и Donda 2. Он также был одним из продюсеров совместного альбома Уэста и Jay-Z Watch the Throne. Дин выступил в качестве дополнительного продюсера песен «Mercy» и «Higher» из сборника GOOD Music Cruel Summer в 2012 году. Дин внес большой вклад в последние альбомы Уэста и отметился на большинстве треков.
В последние годы Майк Дин является постоянным гитаристом и клавишником Канье Уэста и Трэвиса Скотта на их живых концертах, хедлайнером многочисленных музыкальных фестивалей, туров Watch the Throne Tour, Yeezus Tour и Birds Eye View Скотта, а также тура Astroworld — Wish You Were Here Tour. Дин занимается продюсированием каждой из музыкальных пластинок Скотта с 2013 года по настоящее время. В 2016 году Дин занимался сведением визуального альбома Фрэнка Оушена Endless, написал и спродюсировал треки для микстейпа Desiigner New English и спродюсировал его сингл «Tiimmy Turner».
В мае 2017 года Дин объявил, что создает звукозаписывающий лейбл под названием M.W.A. Когда его спросили, почему он решил, что сейчас самое подходящее время для открытия своего нового лейбла, Дин ответил: «Просто много новых молодых артистов просили меня поработать со мной над их проектами и помочь им заключить контракты. Я решил открыть лейбл и подписать несколько новых проектов. Кажется, сейчас самое подходящее время для этого. У меня есть студия здесь [в Лос-Анджелесе], и я могу познакомиться со многими новыми артистами». На вопрос о значении слова M.W.A, Дин ответил: «Это просто то, как я называю себя, когда выступаю в качестве диджея. Мексиканская Ассоциация Рестлинга. Это то, что я делал с мерчем, так что я просто решил сохранить это название». Он также рассказал о Dice Soho как о первом артисте, которого он подписал на M.W.A: «Один из моих друзей Густаво Герра привел ко мне [Dice Soho]. Я думаю, он будет новым представителем нового поколения из Хьюстона. Я выбрал его. У Дайса хороший стиль».
Он выпустил инструментальный микстейп 4:20 20 апреля 2020 года. 20 мая 2021 года вышел сингл Ланы Дель Рей «Wildflower Wildfire», продюсером которого выступил Дин. В интервью Энтони Фантано перед публикацией песни Дин сказал, что он «планирует много работать с [Дель Рей]».

## Дискография
| Название          | Детали альбома                                                                                        |
| ----------------- | --- |
| 4:20              | - Выпущен: 20 апреля 2020 - Лейбл: Независимый - Форматы: цифровое скачивание, стриминг               |
| 4:22              | - Выпущен: 22 апреля 2021 - Лейбл: MWA Music - Formats: цифровое скачивание, стриминг                 |
| Smoke State 42222 | - Выпущен: 22 апреля 2022 - Лейбл: MWA Music - Форматы: цифровое скачивание, стриминг                 |
| 4:23              | - Выпущен: 23 апреля 2023 - Лейбл: MWA Music, Imperial Music - Форматы: цифровое скачивание, стриминг |
| 424               | - Выпущен: 26 апреля 2024 - Лейбл: Независимый - Форматы: цифровое скачивание, стриминг               |

### Как приглашённый артист
- 2020: Together (Carnage и The Martinez Brothers при участии Elderbrook и Майка Дина)[13]

## Продюсерская дискография

### 1980-е
Def Squad, Texas

### 1990-е
1992
- Bushwick Bill — Little Big Man
- UGK — Too Hard to Swallow
- Willie D — I’m Goin' Out Lika Soldier

1993
- 5th Ward Boyz — Ghetto Dope
- Ganksta N-I-P — Psychic Thoughts
- DMG — Rigormortiz

1994
- 5th Ward Boyz — Gangsta Funk
- Big Mello — Wegonefunkwichamind
- Big Mike — Somethin' Serious
- Blac Monks — Secrets of the Hidden Temple
- Odd Squad — Fadanuf Fa Erybody!!
- Scarface — The Diary

1995
- 5th Ward Boyz — Rated G
- Jamal — Last Chance, No Breaks
- Menace Clan — Da Hood

1996
- 3-2 — Wicked Buddah Baby
- Do or Die — Picture This
- Facemob — The Other Side of the Law
- Ganksta N-I-P — Psychotic Genius
- Geto Boys — The Resurrection

1997
- 3X Krazy — Stackin' Chips
- Big Mike — Still Serious
- Scarface -The Untouchable
- Seagram — Souls on Ice

1998
- A-G-2-A-Ke — Mil-Ticket
- Devin the Dude — The Dude
- Do or Die — Headz Or Tailz
- Ganksta N-I-P — Interview with a Killa
- Yukmouth — Thugged Out: The Albulation

### 2000-е
2000
- C-Bo — Enemy of the State
- Outlawz — Ride Wit Us Or Collide Wit Us
- Scarface — Last of a Dying Breed

2001
- Oz (soundtrack)
- Tha Dogg Pound — Dillinger & Young Gotti
- Yukmouth — Thug Lord: The New Testament
- Sherm — Sherm Smoke[14]

2002
- Big Syke — Big Syke
- Daz Dillinger — This Is The Life I Lead
- Devin the Dude — Just Tryin' ta Live
- E-40 — Grit & Grind
- Hussein Fatal — Fatal
- Kastro & E.D.I. — Blood Brothers
- King Tee — Thy Kingdom Come
- Scarface — The Fix
- Young Noble — Noble Justice

2003
- Yukmouth — Godzilla

2004
- Z-Ro — The Life of Joseph W. McVey
- Shyne — Godfather Buried Alive
- Канье Уэст — The College Dropout

2005
- Geto Boys — The Foundation
- Pimp C — Sweet James Jones Stories
- Z-Ro — Let the Truth Be Told
- Канье Уэст — Late Registration

2006
- Juvenile — Reality Check
- Pimp C — Pimpalation
- Z-Ro — I’m Still Livin'

2007
- Канье Уэст — Graduation
- Scarface — Made

2008
- Канье Уэст — 808’s and Heartbreak

2009
- Mike Jones — The Voice
- UGK — UGK 4 Life

### 2010-е
2010
- Канье Уэст — My Beautiful Dark Twisted Fantasy
- Kid Cudi — Man On The Moon II: The Legend Of Mr. Rager
- Z-Ro — Heroin

2011
- Канье Уэст & Jay-Z — Watch the Throne

2012
- GOOD Music — Cruel Summer

2013
- Beyoncé — BEYONCÉ
- Jay-Z — Magna Carta... Holy Grail
- Канье Уэст — Yeezus
- Angel Haze — Dirty Gold
- Travis Scott — Owl Pharaoh

2014
- Travis Scott — Days Before Rodeo
- Freddie Gibbs & Mike Dean — GTA 5: Radio Los Santos — «Sellin’ Dope»

2015
- Madonna — Rebel Heart
- Travis Scott — Rodeo
- The Weeknd — Where You Belong
- Freddie Gibbs — Shadow of a Doubt
- The Weeknd — Beauty Behind the Madness

2016
- Beyoncé — Lemonade
- Канье Уэст — The Life of Pablo
- Desiigner — New English
- Frank Ocean — Endless
- Frank Ocean — Blonde
- Travis Scott — Birds in the Trap Sing McKnight
- Ty Dolla Sign — Campaign
- Yung Lean — Warlord
- 2 Chainz — Hibachi for Lunch
- Kid Cudi — Passion, Pain & Demon Slayin'[15]
- Z-Ro — Legendary

2017
- 2 Chainz — Pretty Girls Like Trap Music
- Vic Mensa — The Autobiography
- Lunice — CCCLX
- Ty Dolla Sign — Beach House 3
- Travis Scott & Quavo — Huncho Jack, Jack Huncho

2018
- AJ Mitchell — Used to Be
- Migos — Culture II
- Desiigner — L.O.D.
- Pusha T — DAYTONA
- Канье Уэст — ye
- Dermot Kennedy — Mike Dean Presents: Dermot Kennedy
- Kids See Ghosts — KIDS SEE GHOSTS
- Christina Aguilera — Liberation
- Nas — NASIR
- The Carters — Everything Is Love
- Teyana Taylor — K.T.S.E.
- Travis Scott — Astroworld
- Trippie Redd — Life's a Trip
- Genetikk — Y.A.L.A

2019
- 2 Chainz — Rap or Go to the League
- Madonna — Madame X
- Maxo Kream — Brandon Banks
- Канье Уэст — Jesus is King
- City Morgue — City Morgue Vol 2: As Good As Dead
- Smokepurpp — Deadstar 2
- Sunday Service Choir — Jesus Is Born
- JackBoys and Travis Scott — JackBoys

### 2020-е
2020
- Selena Gomez — Rare[16]
- 070 Shake — Modus Vivendi[17]
- Don Toliver — Heaven Or Hell[18]
- Mike Dean — 4:20[19]
- Pop Smoke — Shoot for the Stars, Aim for the Moon[20]
- Burna Boy — Twice As Tall[21]
- Kid Cudi — Man on the Moon III: The Chosen[22]

2021
- Mike Dean — 4:22[23]
- Канье Уэст — Donda[24]
- Lana Del Rey — Blue Banisters[24]
- Maxo Kream — Weight of the World[25]
- Don Toliver — Life of a Don[26]
- Rich The Kid — BLUE CHEESE[27]
- Aaliyah при участии The Weeknd — «Poison»[28]

2022
- FKA twigs — Caprisongs[29]
- Pusha T — It’s Almost Dry[30]
- Mike Dean - Smoke State 42222[31]
- Megan Thee Stallion — «Plan B»[32]
- Weiland — Vices
- Канье Уэст — Donda 2
- The Weeknd — «Starry Eyes (Mike Dean Remix)»
- Beyoncé — Renaissance
- The Weeknd — Live at SoFi Stadium[англ.][33]

2023
- Quavo — «Without You»
- The Weeknd featuring Future — «Double Fantasy[англ.]»
- Mike Dean — 4:23
- Christine and the Queens — PARANOÏA, ANGELS, TRUE LOVE
- Metro Boomin — Spider-Man: Across the Spider-Verse Soundtrack
- The Weeknd, Playboi Carti & Madonna — «Popular»
- The Weeknd — «Take Me Back»
- The Weeknd & Suzanna Son — «Family»
- Travis Scott — Utopia
- 2 Chainz & Lil Wayne — Welcome 2 Collegrove[англ.]

2024
- Future & Metro Boomin — We Don't Trust You[англ.]
- Future & Metro Boomin — We Still Don't Trust You
- The Weeknd & Playboi Carti — «Timeless»

## Фильмография
| Год  | Название | Роль  | Примечание          | Источник |
| ---- | -------- | ----- | ------------------- | -------- |
| 2023 | Кумир    | Камео | Приглашённая звезда | [ 34 ]   |

## Награды и номинации

### Премия Грэмми
| Год  | Номинируемая работа                                    | Категория         | Результат | Прим.  |
| ---- | ------------------------------------------------------ | ----------------- | --------- | ------ |
| 2005 | The College Dropout (как инженер/микшер)               | Лучший альбом     | Номинация | [ 35 ] |
| 2006 | «Gold Digger» (как инженер/микшер)                     | Лучшая запись     | Номинация | [ 35 ] |
| 2006 | Late Registration (как инженер/микшер)                 | лучший рэп-альбом | Победа    | [ 35 ] |
| 2006 | Late Registration (как инженер/микшер)                 | Альбом года       | Номинация | [ 35 ] |
| 2008 | Graduation (как инженер)                               | Альбом года       | Номинация | [ 35 ] |
| 2008 | Graduation (как инженер)                               | Лучший рэп-альбом | Победа    | [ 35 ] |
| 2008 | «Good Life» (как автор песни)                          | Лучшая рэп-песня  | Победа    | [ 35 ] |
| 2012 | My Beautiful Dark Twisted Fantasy (как инженер/микшер) | Лучший рэп-альбом | Победа    | [ 35 ] |
| 2013 | «Ni**as In Paris» (как автор песни)                    | Лучшая рэп-песня  | Победа    | [ 35 ] |
| 2013 | «Mercy» (как автор песни)                              | Лучшая рэп-песня  | Номинация | [ 35 ] |
| 2014 | «New Slaves» (как автор песни)                         | Лучшая рэп-песня  | Номинация | [ 35 ] |
| 2015 | «Bound 2» (как автор песни)                            | Лучшая рэп-песня  | Номинация | [ 35 ] |
| 2016 | «All Day» (как автор песни)                            | Лучшая рэп-песня  | Номинация | [ 35 ] |
| 2016 | Beauty Behind the Madness (как продюсер)               | Альбом года       | Номинация | [ 35 ] |
| 2017 | Lemonade (как продюсер)                                | Альбом года       | Номинация | [ 35 ] |
| 2017 | Purpose (как продюсер)                                 | Альбом года       | Номинация | [ 35 ] |
| 2017 | «Famous» (как автор песни)                             | Лучшая рэп-песня  | Номинация | [ 35 ] |
| 2017 | «Ultralight Beam» (как автор песни)                    | Лучшая рэп-песня  | Номинация | [ 35 ] |
| 2019 | «Sicko Mode» (как автор песни)                         | Лучшая рэп-песня  | Номинация | [ 35 ] |